# Cattleya wetmorei
Cattleya wetmorei là một loài thực vật có hoa trong họ Lan. Loài này được (Ruschi) Fraga & A.P.Fontana mô tả khoa học đầu tiên năm 2008.